# Henry Mullinnix
Henry Maston Mullinnix (Spencer, 4 luglio 1892 – Oceano Pacifico, 24 novembre 1943) è stato un aviatore e ammiraglio statunitense.

## Biografia
Nato a Spencer, in Indiana, Mullinnix si diplomò alla Attica High School nel 1909. In seguito frequentò l'Accademia navale di Annapolis, dove conseguì il diploma nel 1916.
Durante la prima guerra mondiale servì sul cacciatorpediniere Balch in missioni di pattugliamento e di scorta al largo delle coste dell'Irlanda. Terminato il servizio militare a bordo del Gridley e del Brooks, continuò gli studi di ingegneria aerospaziale ad Annapolis ed in seguito al MIT, ottenendo un master nel 1923. Dopo l'addestramento alla Naval Air Station Pensacola, in Florida, l'11 gennaio 1924 divenne un pilota della United States Navy. Fu uno dei maggiori artefici dello sviluppo dei motori raffreddati ad aria per gli aerei imbarcati.
Oltre a vari incarichi a terra, tra il 1924 ed il 1941 Mullinnix servì a bordo della Saratoga e della Wright e fu comandante della Albermarle. In seguito Mullinnix tornò sulla Saratoga, dove fu comandante da aprile fino al 22 agosto 1943, quando gli fu affidato il comando di una Task Force di tre portaerei di scorta, la Liscome Bay, la Coral Sea e la Corregidor. Il 24 novembre era a bordo della Liscome Bay, al largo di Butaritari, quando un siluro lanciato dal sottomarino giapponese I-175 andò a colpire la santabarbara della portaerei, causando un'enorme esplosione. Nel successivo affondamento, persero la vita 644 membri dell'equipaggio, tra cui lo stesso Mullinix. Dichiarato ufficialmente morto un anno dopo, fu insignito postumo della Legion of Merit.

## Navi che portano il suo nome
- USS Mullinnix (DD-944)